# Casco con forma de lágrima

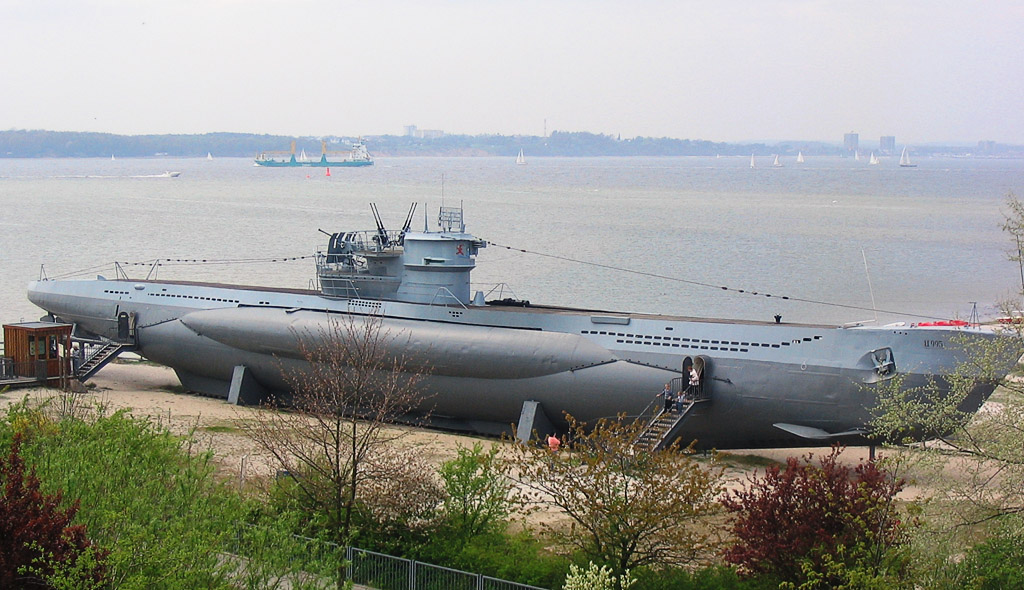
Hasta la introducción del casco con forma de lágrima en el USS Albacore, la mayoría de los submarinos (como este submarino alemán Tipo VIIc, U-955) fueron diseñados con un énfasis en el desempeño de su superficie.

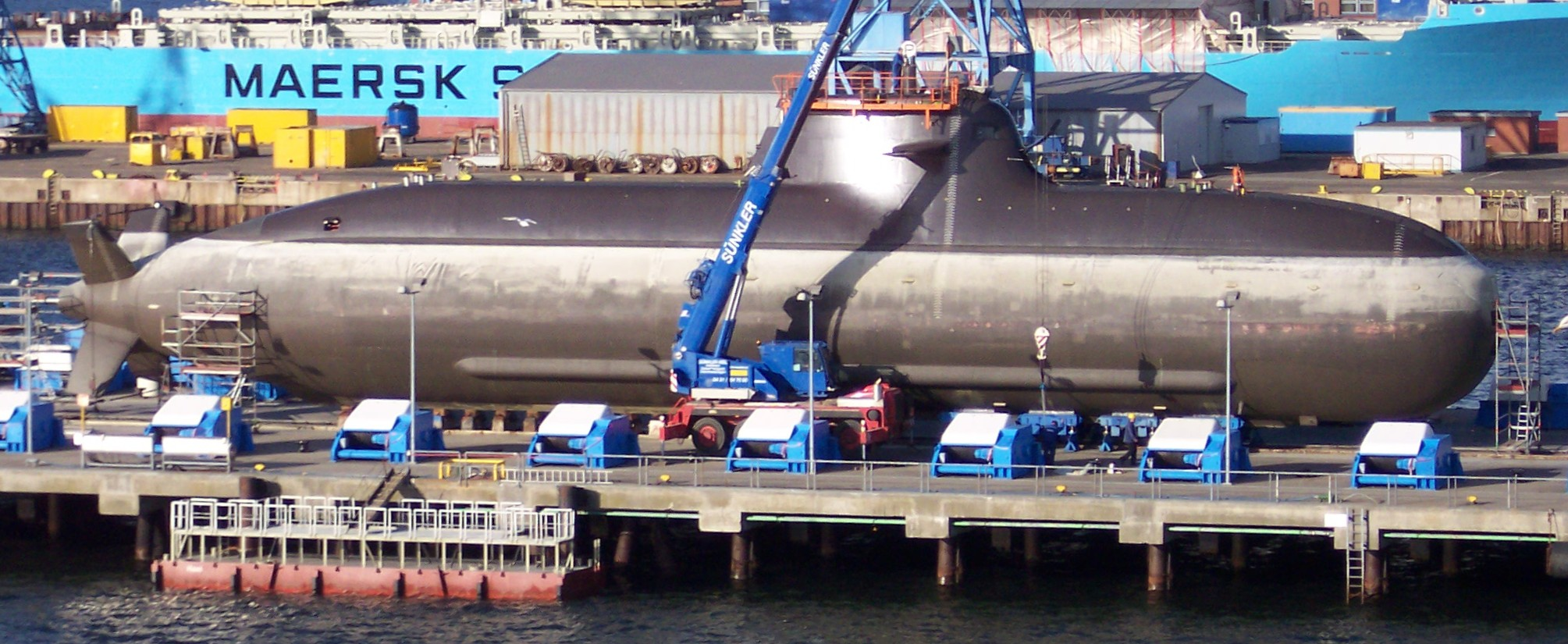
Submarino alemán moderno Tipo 212 en un muelle, mostrando el distintivo diseño de casco con forma de lágrima.

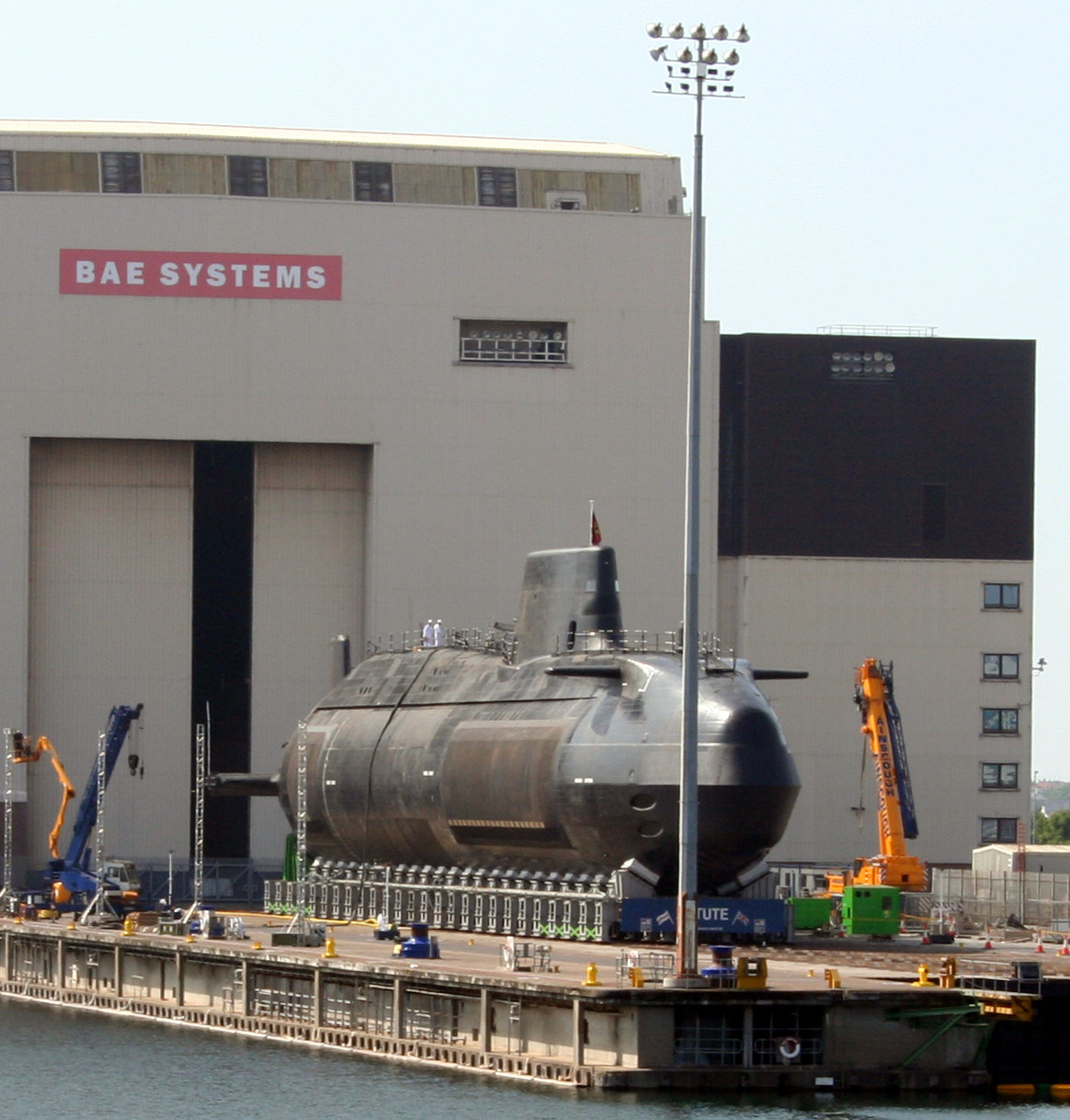
El HMS Astute posee el diseño de casco con forma de lágrima (Albacore).

Un casco con forma de lágrima es un diseño de casco submarino que hace hincapié en el flujo hidrodinámico por encima de todos los demás factores. Algunos beneficios que posee sobre otros tipos de cascos incluyen una mayor velocidad bajo el agua y una señal acústica más pequeña, dificultando aún más su detección por sonar. Otra ventaja es que toda la proa puede emplearse para albergar un sonar y situar los hidroplanos en un lugar que no interfieran con el sonar. Esto aumenta la eficacia para descubrir los submarinos enemigos.
Inicialmente el diseño fue introducido en el USS Albacore, y por esta razón es con frecuencia denominado «casco Albacore». El USS Barbel se convirtió en el primer submarino operacional en incluir este diseño de casco, y parte de dicho diseño se ha incorporado en las flotas submarinas de casi cualquier ejército desde entonces. Aunque realmente debido a las dificultades de fabricación no se emplea el diseño original sino una variación. La parte central del casco no sigue la forma de una lágrima, el diámetro debería variar, sino que es un cilindro, diámetro constante. Esto aumenta un poco la resistencia al avance, pero facilita mucho la construcción. A está modificación se le suele llamar forma de cigarro.